# Famous Last Words (My Chemical Romance)
Famous Last Words è un singolo del gruppo musicale statunitense My Chemical Romance, il secondo estratto dal terzo album in studio The Black Parade e pubblicato il 22 gennaio 2007.

## Tracce
CD promozionale
1. "Famous Last Words" (album version) – 4:59
2. "Famous Last Words" – 4:18

12" square picture disc version 1
1. "Famous Last Words" – 4:59
2. "My Way Home is Through You" – 3:00

12" square picture disc version 2
1. "Famous Last Words" – 4:59
2. "Kill All Your Friends" – 4:31

CD singolo 1
1. "Famous Last Words" – 4:59
2. "My Way Home is Through You" – 3:00
3. "Kill All Your Friends" – 4:31

CD singolo 2
1. "Famous Last Words" (live) – 4:53
2. "My Way Home is Through You"– 3:00
3. "Kill All Your Friends" – 4:31